# Powiat Mii (1878–1896)
Powiat Mii (jap. 御井郡 Mii-gun) – dawny powiat w Japonii, w prefekturze Fukuoka.

## Historia

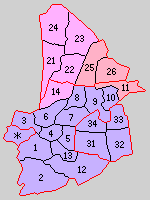
Powiat Mii (1–14 – 1889 r.)

W pierwszym roku okresu Meiji na terenie powiatu znajdowały się 2 miejscowości i 70 wiosek.
Powiat został założony 1 listopada 1878 roku. 1 kwietnia 1889 roku powiat został podzielony na miejscowość Mii oraz 13 wiosek: Kokubu, Kōdaraki, Setsuhara, Aikawa, Yamakawa, Miyanojin, Yuge, Kitano, Ōki, Kaneshima, Ōsegi, Kōrauchi i Ajisaka.
1 kwietnia 1896 roku powiat Mii został włączony w teren nowo powstałego powiatu Mii (jap. 三井郡). W wyniku tego połączenia powiat został rozwiązany.